# 久米元一
久米 元一（くめ げんいち、1902年12月20日 - 1979年2月23日）は、日本の児童文学作家。旧筆名に久米舷一。息子にやはり児童文学者の久米穣。

## 人物
東京生まれ。1920年、高千穂高等商業学校中退。
1923年頃より童話雑誌「金の星」の懸賞童話に応募し、たびたび入選。1924年、金の星社に入社するが、1926年退社し、以後執筆に専念。戦後は冒険、推理小説を主体とした少年少女小説を執筆。
著書に「歌えぬうぐいす」「魔女の洞窟」「恐怖の仮面」「くまたろう」など。日本児童文芸家協会顧問をつとめた。

## 著書
- 『少年発明家物語』（金の星社、少年偉人英雄叢書3） 1928

- 『世界少年立志伝 日本の巻』（金の星社） 1929
- 『世界少年立志伝 外国の巻』（金の星社） 1929

- 『1年生の童話』（金の星社、小学学年別童話 第1冊） 1930
- 『2年生の童話』（樺山千代共著、金の星社、小学学年別童話 第2冊） 1930
- 『4年生の童話』（樺山千代共著、金の星社、小学学年別童話 第4冊） 1930
- 『6年生の童話』（金の星社、小学学年別童話 第6冊） 1930
- 『ひらがなおもしろいはなし』（金の星社、ひらがなカタカナ一二年文庫4） 1930

- 『爆弾三勇士』（金の星社、少年愛国美談叢書1） 1932
- 『発明美談』（金の星社、少年少女美談叢書） 1932

- 『われ等の東郷元帥』（金の星社） 1933
- 『少年よ読め!!! 日露大戦物語 : 陸軍血戦記』（金の星社） 1933
- 『カタカナ漫画童話 コン太ノオ話』（金の星社） 1933
- 『面白くて為になる偉人の話 5年生』（金の星社） 1933
- 『漫画童話 あべこべ村』（金の星社） 1933

- 『忠犬ハチ公 : 動物美談』（金の星社） 1934
- 『笑ひと教訓 面白読本1年生』（金の星社編輯部編、金の星社） 1934
- 『オモシロイハナシ』（金の星社） 1934

- 『東郷元帥』（金の星社、少年少女世界大偉人文庫3） 1935
- 『リンコルン』（金の星社、少年少女世界大偉人文庫4） 1935
- 『二年生の童話』（日本童話研究会編、児童の友社） 1935

- 『漫画とお話 小兎ピヨン吉』（金の星社） 1936
- 『偉い人の少年時代 1年生』（金の星社） 1936
- 『小学生童話 4年生』（金の星社） 1936
- 『笑いと教訓 面白読本 五年生』（南達彦、野村千代、松平道夫、三井信衛共著、 金の星社） 1936
- 『笑ひと教訓 面白読本 六年生』（野村千代、南達彦、三井信衛共著、金の星社） 1936
- 『水戸黄門』（金の星社、童話講談文庫1） 1936

- 『竹取物語』（金の星社、少年少女世界名作物語15） 1937
- 『出世日吉丸』（金の星社、童話講談文庫） 1937
- 『偉い人の少年時代 3年生』（金の星社）	1937
- 『コツケイ 面白童話 3年生』（金の星社） 1937
- 『コツケイ 面白童話 4年生』（金の星社） 1937
- 『発明美談』（金の星社 美談叢書第6編） 1937
- 『偉い人の少年時代 1年生の巻』（金の星社） 1937
- 『一休さん』（金の星社、童話講談文庫）	1937
- 『感心な子供』（大日本雄辯會講談社、講談社の繪本37） 1937
- 『二宮金次郎』（伊藤幾久造共著、大日本雄辯會講談社、講談社の繪本85） 1938
- 『忠勇美談』（大日本雄辯會講談社、講談社の繪本39） 1937
- 『支那事變美談』（大日本雄辯會講談社、講談社の繪本43） 1937
- 『支那事變武勇談』（大日本雄辯會講談社、講談社の繪本46） 1937

- 『兵隊さん畫報』（大日本雄辯會講談社、講談社の繪本） 1938
- 『忠勇感激美談』（大日本雄辯會講談社、講談社の繪本60） 1938
- 『一休さん : 特別讀物出世繪物語』（大日本雄辯會講談社、講談社の繪本62） 1938
- 『少年立志伝 日本の巻』（金の星社） 1938
- 『少年立志伝 西洋の巻』（金の星社） 1938
- 『水戸黄門漫遊記』（金の星社、童話講談文庫） 1938

- 『漢口攻略皇軍奮戰畫報』（大日本雄辯會講談社、講談社の繪本93） 1939
- 『感状に輝く勇士奮戦美談』（大日本雄弁会講談社、講談社の絵本） 1939
- 『軍神西住大尉』（伊藤幾久造共著、大日本雄辯會講談社、講談社の繪本107） 1939
- 『西住戦車長: 昭和の軍神』（金の星社、土村正寿共著）　1939
- 『宮本武蔵』（金の星社、童話講談文庫）	1939
- 『出世日吉丸』（金の星社、童話講談文庫） 1939

- 『山田長政』（伊藤幾久造共著、大日本雄辯會講談社、講談社の繪本138） 1940
- 『輝く軍旗』（大日本雄辯會講談社、講談社の繪本145） 1940

- 『成吉思汗』（偕成社、偉人物語文庫） 1941
- 『しかられ日記：少年小説』（金の星社） 1941
- 『ほがらか姉弟』（金の星社） 1941

- 『クヂラノタビ』（藤沢竜雄共著、大日本雄辯會講談社、講談社の繪本203） 1942

- 『ドウブツデンシャ』（鈴木寿雄共著、大日本雄辯會講談社、ヱホン文庫） 1946

- 『すぐできるたのしい童話劇』（朋友社、ともだちシリーズ） 1947
- 『殿さまになった五助』（雁書房） 1947

- 『発明探険ものがたり』（鳳文書林） 1948
- 『紅バラの秘密：探偵冒険』（偕成社） 1948
- 『発明探険物語』（鳳文書林） 1948
- 『世界大音楽家物語 魔法の音楽』（キング音楽出版社） 1948

- 『歌えぬうぐいす：児童劇集』（大日本雄辯會講談社） 1949
- 『白髪鬼』（偕成社） 1949
- 『まんじゅう博士』（世界社、なかよし文庫） 1949
- 『のろまのくまさん』（雁書房、えばなしぶんこ） 1949

- 『しくじりくまさん』（金の星社） 1950
- 『仮面魔』（偕成社） 1950

- 『黒魔団』（妙義出版社、少年少女名作文庫） 1951
- 『魔女の洞窟』（ポプラ社） 1951
- 『恐怖の仮面』（偕成社、ジュニア探偵小説4） 1951

- 『七つの怪星』（ポプラ社） 1952
- 『ないちんげーる』（講談社、講談社の一年生文庫7） 1952
- 『ころころだんご』（講談社、講談社の一年生文庫26） 1952

- 『冒険小説 南海の快男児』（大日本雄弁会講談社） 1953
- 『黒い白鳥：少女探偵』（集英社） 1953
- 『黄金魔城』（集英社）	1953
- 『鉄の魔人』（ポプラ社） 1953
- 『恐怖島』（偕成社） 1953

- 『かぐやひめ』（小学館、小学館の幼年文庫5） 1954
- 『夕空晴れて』（ポプラ社） 1954
- 『覆面皇帝』（ポプラ社） 1954
- 『湖底の王冠』（ポプラ社） 1954
- 『皇帝ダイヤ事件』（ポプラ社） 1954
- 『太平洋魔人』（偕成社） 1954
- 『絶海の女王』（偕成社） 1954

- 『どくろ仮面』（ポプラ社） 1955
- 『黒魔団』（ポプラ社） 1955
- 『魔女の洞窟』（ポプラ社） 1955
- 『白鳥団の秘密』（偕成社） 1955
- 『黄金魔城』（偕成社） 1955
- 『最後の地獄船』（偕成社） 1955

- 『二宮金次郎』（講談社、講談社の絵本530） 1956
- 『覆面探偵』（ポプラ社、日本名探偵文庫15） 1956
- 『暗黒城の怪宝』（ポプラ社、日本名探偵文庫20） 1956
- 『悪魔の紋章』（偕成社） 1956

- 『少年源為朝』（講談社、少年少女日本歴史小説全集7） 1958
- 『氷獣ドライス』（東光出版社、少年少女最新探偵長編小説集7） 1958

- 『太閤記』（講談社、少年少女日本名作物語全集12） 1959

- 『Kintaro's Adventures』（タトル） 1964

- 『野口英世 / 牧野富太郎 / 塙保己一 / 平賀源内』（久保喬、久米みのる共著、講談社、幼年世界伝記全集8） 1965

- 『ひよしまる：伝記物語』（集英社、母と子の名作童話23） 1966

- 『日本のむかしばなし集』（久保喬・徳永寿美子・鈴木寿雄共著 、講談社、ワイドカラー世界の名作童話5） 1967

- 『恐怖の仮面』（偕成社、ジュニア探偵小説4） 1968
- 『美しき魔人』（偕成社、ジュニア探偵小説12） 1968

- 『傑作まんがシリーズ まんがの王さま ポパイ』1 - 8（久米穣共訳、偕成社） 1970

- 『黄金ミイラの謎』（偕成社、ジュニア探偵小説20） 1971
- 『Z光線の秘密』（偕成社、ジュニア探偵小説22） 1971

- 『悪魔のサイン』（偕成社、ジュニア探偵小説25） 1972

- 『だだっ子ホームラン王 ベーブ=ルース』（講談社、少年少女講談社文庫 伝記と歴史） 1973

- 『野口英世 / 牧野富太郎 / 塙保己一 / 平賀源内』（久米みのる共著、講談社、少年少女全集伝記と美しいお話8） 1976

- 『くまたろう』 (小学館、小学館の創作童話 初級版3)  1974

- 『ベーブ・ルース - やくそくのホームラン』（境木康雄共著 、講談社、火の鳥伝記文庫) 1981

- 『はちこう』（金の星社、おはなしノンフィクション絵本）	1983

## 翻訳
- 『勇ましい騎士と王女の話』（スコット、金の星社、童話文庫23） 1931
- 『世界めぐり：少年少女地理物語』（フランク、カーペンター、金の星社） 1931
- 『ひらがなイソップ』（イソップ、金の星社） 1937
- 『家なき兒』（エクトル・マロー、大日本雄辯會講談社） 1938
- 『少年美談 - クオレ物語』 (田中良共著、大日本雄辯會講談社、講談社の繪本118)  1939

- 『アラビヤンナイト』（大日本雄弁会講談社、世界名作童話） 1941
- 『アラビヤンナイト』（講談社、世界名作童話3） 1946
- 『家なき児』（エクトル・マロー、講談社、少国民名作文庫1） 1947
- 『名作冒険 三銃士』（アレクサンダー・デュウマ、偕成社） 1948
- 『名作冒険 水滸伝』（偕成社） 1948
- 『魔法の靴』（ハウフ、世界社、なかよし文庫） 1949
- 『覆面の勇士：アイヴァンホー』（サー・オルター・スコット、大日本雄弁会講談社、世界名作物語） 1949
- 『ふしぎなたから』（講談社、世界名作童話）1949

- 『アラビアンナイト：船乗りシンドバッド』（大日本雄弁会講談社、講談社版世界吊作童話全集2） 1950
- 『アラビアンナイト：三つのたから』（大日本雄弁会講談社、講談社版世界吊作童話全集17） 1951
- 『家なき子』（マロー、講談社、講談社版 世界名作全集11） 1951
- 『三銃士』（アレクサンドル・デュマ、講談社、世界名作全集15） 1951
- 『魔境の王者』（ロバート・ミカエル・バレンタイン、ポプラ社、世界名作物語18） 1951
- 『覆面の騎士』（スコット、講談社、世界名作全集30） 1952
- 『魔法のりんご：アラビアンナイト』（編著、講談社、世界名作童話全集49） 1954
- 『シンドバッド物語』（大日本雄弁会講談社、講談社の絵本68） 1955
- 『三銃士』（デュマ、大日本雄弁会講談社、世界名作全集19） 1957
- 『名犬ラッドのぼうけん』（ターヒュン、講談社、現代児童名作全集15） 1958
- 『アラビアン・ナイト　しょうじきハサン』（講談社、講談社の絵本193） 1958

- 『アリババ物語』（加藤まさを共著、講談社、講談社の絵本ゴールド版)  1960
- 『イギリス童話集』（白木茂・松村達雄共訳、講談社、世界童話文学全集5） 1960
- 『地底王国』（カーター、講談社、少年少女世界科学名作全集8） 1961
- 『ピーターとおおかみ』（講談社、講談社のディズニー絵本11） 1961
- 『ワイルド＝ドッグ』（講談社、講談社のディズニー絵本23） 1961
- 『名犬ラッシー』（ナイト、講談社、少年少女世界名作全集14） 1962
- 『ジャングル＝ブック』（講談社、講談社の絵本ゴールド版96）1962
- 『ドナルドのクリスマス』（講談社、講談社のディズニー絵本17） 1962
- 『イワンのばか』（講談社、講談社の絵本ゴールド版104） 1962
- 『ほんとうにあった世界の美しい話4　諸国編』（講談社） 　1963
- 『怪傑ゾロ』（講談社の絵本ゴールド版119）1963
- 『愛の一家』（アグネス・ザッパー、大日方明共訳、講談社、講談社の絵本ゴールド版120） 1963
- 『ガリバー旅行記 / 鏡の中の子』（ジョナサン・スウィフト / エディス・ネスビット、講談社、講談社の世界絵童話全集2） 1963
- 『砂漠は生きている：生命の神秘』（那須辰造共訳、講談社、ウォルト＝ディズニー　自然科学シリーズ1） 1963
- 『アフリカのライオン：ほろびゆく草原』（久米穣共訳、講談社、ウォルト＝ディズニー　自然科学シリーズ3） 1964
- 『ぬすまれた花嫁衣裳』（マーガレット・サットン、金の星社、少女世界推理名作選集23) 1964
- 『白鳥奪回作戦』（講談社、講談社のディズニー絵本51） 1964
- 『王さまの剣』（講談社、講談社のディズニー絵本54） 1964
- 『人形ヒティの冒険』（レーチェル・フィールド、講談社、世界少女名作全集3)  1966
- 『世界童話名作選：世界童話 3年生』（金の星社） 1966
- 『決死の脱走作戦』（ツワイク、講談社、少年少女世界の名著10） 1966
- 『小公子』（バーネット夫人、講談社、講談社の絵本ゴールド版） 1966
- 『地底恐竜テロドン』（バローズ、偕成社、SF名作シリーズ7） 1967
- 『密室の怪事件』（ガストン・ルルー、ポプラ社、ジュニア世界ミステリー20） 1968
- 『世界童話名作選3』（松原至大、徳永寿美子、西条八十、宮脇紀雄、前田明、中村白葉 著、水谷まさる共著、金の星社） 1968
- 『世界童話名作選4』（前田明、松原至大、楠山正雄、中村白葉、西条八十、伊藤貴麿、馬場孤蝶共著、金の星社） 1968
- 『奇岩城』（モーリス・ルブラン、偕成社、怪盗ルパン選集2） 1969
- 『少女アンネの悲しみ：アンネの日記を書いた少女の物語』（シュナーベル、偕成社、世界のこどもノンフィクション2） 1969
- 『ぞうのはなはなぜながい』（キップリング、講談社、名作せかいのおはなし10)  1969

- 『夕日が丘の怪事件』（クリスチー、偕成社、世界探偵名作シリーズ12） 1970
- 『ハートの7』（ルブラン、偕成社、怪盗ルパン選集7）1971
- 『ロビンソン漂流記』（デフォー、講談社、世界の名作図書館29） 1972
- 『走れ!白いオオカミ』（メル・エリス、あかね書房、あかね世界の児童文学7） 1976

### ロバート・ルイス・スティーヴンソン
- 『宝島』（ロバート・ルイス・スティブンスン、偕成社、世界名作物語） 1946
- 『寳島』（偕成社、世界名作物語） 1947
- 『怪傑アラン 海賊船イーグル号』（スティブンスン、偕成社） 1948
- 『宝島』（スティブンスン、偕成社） 1948
- 『たからじま』（講談社、講談社の絵本57） 1951
- 『たからじま / ラング童話集』（スチーブンソン / ラング、酒井朝彦共訳、講談社、世界名作童話全集12） 1962

### ヴィクトル・ユーゴー
- 『ジャンバルヂャン』（ヴィクトル・ユーゴー、金の星社、世界少年少女名著大系31） 1926
- 『あゝ無情』（ヴィクトル・ユーゴー、金の星社、少年少女名作物語4） 1929
- 『あゝ無情』（ヴィクトル・ユーゴー、偕成社、名作物語） 1947
- 『ああ無情』（ヴィクトル・ユーゴー、集英社、母と子の名作文学25） 1967
- 『ああ無情』（ヴィクトル・ユーゴー、集英社、母と子の名作文学25） 1971

### エドガー・アラン・ポー
- 『モルグ街の怪事件 ほか』（アラン・ポオ、あかね書房、少年少女世界推理文学全集1） 1963
- 『モルグ街の怪事件』（アラン・ポオ、あかね書房、少年少女世界推理文学全集1） 1968
- 『アッシャー家の没落』（エドガー・アラン・ポー、岩崎書店、ジュニア版世界の文学26） 1968
- 『モルグ街の怪事件』（アラン・ポオ、あかね書房、推理・探偵傑作シリーズ4） 1973
- 『アッシャー家の没落』（ポー、岩崎書店、世界の名作文学26） 1985

### ジュール・ベルヌ
- 『80日間世界一周』（ジュール・ベルヌ、偕成社、ベルヌ名作全集8） 1968
- 『地底探検』（ベルヌ、岩崎書店、SFこども図書館5) 1976
- 『地底探検』（ジュール・ベルヌ、岩崎書店、冒険ファンタジー名作選） 2003

### アーサー・コナン・ドイル
- 『古城の怪宝』（ドイル、偕成社） 1951
- 『名探偵ホームズ2　恐怖の4』（コナン・ドイル、講談社、講談社版 世界名作全集117） 1955
- 『名探偵ホームズ3』（コナン・ドイル、講談社、講談社版 世界名作全集136） 1956
- 『名探偵ホームズ』（ドイル、講談社、世界名作全集54） 1957
- 『ピーター・パン / ホームズの冒険 / 名犬クルーソー』（ジェームズ・バリ / コナン・ドイル / ロバート・バランタイン、高杉一郎、白木茂共訳、講談社、少年少女世界文学全集9イギリス編6) 1960
- 『四つの署名：名探偵ホームズ』（アーサー・コナン・ドイル、偕成社、世界推理・科学名作全集3） 1962
- 『名探偵ホームズ』（コナン・ドイル、少年画報社、少年文庫4） 1962
- 『深夜の恐怖』（ドイル、偕成社、名探偵ホームズ1） 1966
- 『呪いの魔犬』（コナン・ドイル、偕成社、名探偵ホームズ全集13） 1970
- 『恐怖の金庫室』（コナン・ドイル、偕成社、名探偵ホームズ21） 1971
- 『名探偵ホームズ1　赤い文字の秘密』（コナン・ドイル、講談社、講談社版 世界名作全集） 1972
- 『名探偵ホームズ2　恐怖の4』（コナン・ドイル、講談社、講談社版 世界名作全集） 1972
- 『名探偵ホームズ3　人くい沼の魔犬』（コナン・ドイル、講談社、講談社版 世界名作全集） 1972
- 『名探偵ホームズ4　消えたスパイ』（コナン・ドイル、講談社、講談社版 世界名作全集） 1972
- 『名探偵ホームズ5　赤毛クラブの秘密』（コナン・ドイル、講談社、講談社版 世界名作全集）
- 『名探偵ホームズ6　六つのナポレオン』（コナン・ドイル、講談社、講談社版 世界名作全集） 1972
- 『名探偵ホームズ7　ボスコム谷の怪事件』（コナン・ドイル、講談社、講談社版 世界名作全集） 1972
- 『名探偵ホームズ8　四本指の技師』（コナン・ドイル、講談社、講談社版 世界名作全集）
- 『名探偵ホームズ9　黄色い顔』（コナン・ドイル、講談社、講談社版 世界名作全集） 1973
- 『名探偵ホームズ10　怪盗ホームズ』（コナン・ドイル、講談社、講談社版 世界名作全集） 1973
- 『名探偵ホームズ11　人形文字の秘密』（コナン・ドイル、講談社、講談社版 世界名作全集） 1973
- 『名探偵ホームズ12　なぞの二重底事件』（コナン・ドイル、講談社、講談社版 世界名作全集） 1973
- 『赤の怪事件』（コナン・ドイル、小学館、名探偵ホームズ全集5） 1984
- 『恐怖の谷』（コナン・ドイル、小学館、名探偵ホームズ全集11） 1984
- 『シャーロック＝ホームズの冒険』 (コナン・ドイル、久米穣共訳、講談社、少年少女世界文学館8) 1987
- 『シャーロック＝ホームズの冒険』（アーサー・コナン・ドイル、久米穣共訳、講談社、21世紀版少年少女世界文学館8） 2010